# Ivan Rendić
Ivan Rendić (Imotski, 27. kolovoza 1849. – Split, 29. lipnja 1932.), hrvatski je kipar koji je većinu svog životnog vijeka proveo u Trstu. Osim akademizma i realizma, Rendićevo stvaralaštvo bilo je pod utjecajem secesije i novijih strujanja. Njegov opus čine nadgrobni spomenici, skulpture, vrlo funkcionalno oblikovane grobnice te arhitektonska djela.

## Životopis
Kiparstvom se počinje baviti već u ranoj mladosti zahvaljujući kamenoklesarskoj tradiciji na otoku Braču gdje je proveo djetinjstvo. Prvu poduku dobiva u Trstu kod drvorezbara G. Moscotta, a 1867. godine upisuje Likovnu akademiju u Veneciji koju završava 1871. godine. U periodu od 1872. do 1876. godine usavršavao se u ateljeima firentinskih kipara uključujući i Giovannija Dupréa. Svojim akademizmom Dupré je utjecao na Rendićev kasniji razvoj, na formiranje njegovog vlastitog jezika te je došao u doticaj s realističkim oblikovanjem djela. Njegovo obrazovanje u Veneciji i Firenci bilo je omogućeno financijskom potporom Josipa Jurja Strossmayera, biskupa i mecene brojnih umjetnika, i N. Tommasea. U ovom periodu svog života Rendić ženi Olgu Florio i boravi još u Zagrebu, Samoboru, Đakovu i Crnoj Gori.  Rendić se vraća u Zagreb 1877. godine, otvara atelje te izvodi velik broj javnih i privatnih narudžbi. Postaje članom Društva umjetnosti koje se ponovno osnovalo 1879. godine te je proglašen prvim hrvatskim kiparom. Nakon potresa u Zagrebu 1880. godine ponovo odlazi u Trst jer Zagreb nije mogao osigurati stalan rad jednom samostalnom umjetniku. U Trstu živi i intenzivno radi do 1921. godine. Tijekom 1886. i 1887. godine zasut je narudžbama, a broj njegovih djela prelazi dvije stotine. U ovom periodu nastaju neka od njegovih najvećih djela. Priređuje izložbu u Trstu 1887., a 1895. godine sudjeluje na Hrvatskoj narodnoj umjetničkoj izložbi u Zagrebu na kojoj uz njega izlažu: Vlaho Bukovac, Robert Frangeš-Mihanović, Nikola Mašić, Bela Čikoš Sesija, Menci Klement Crnčić i dr. Rendić se priprema za veliku Svjetsku izložbu u Parizu 1900. godine, na koju ipak ne odlazi, a 1908. godine sudjeluje na Prvoj dalmatinskoj umjetničkoj izložbi s još 27 autora. Nekoliko godina kasnije, na Braču pokušava osnovati klesarsku školu, ali ne uspijeva. Oduzeta mu je narudžba za izvedbu mauzoleja F. Petrinovića, djela koje je smatrao svojim životnim radom. Do smrti je živio u bijedi u Supetru na Braču, a kraj je dočekao u splitskoj bolnici. Zbog svoje potpore hrvatskom preporodu bio je nerijetko meta napada talijanaša i talijanskih ekspanzionista, pogotovo dok je radio u Trstu.

## Faze stvaranja

### Realizam i historicizam
Prva faza obuhvaća zadnja tri desetljeća 19. stoljeća i očituje se realizmom. Rendićeva umjetnost potpuna je reprodukcija stvarnosti bez uljepšavanja. U svoju skulpturu unosio je i neke druge elemente, poput idealizma, što je posljedica njegovih političkih, društvenih i filozofskih shvaćanja. Rendićeve portrete možemo podijeliti u dvije skupine: one koje je radio poznavajući portretiranu osobu i one koje je radio automatski, zanatski, bez poznavanja portretirane osobe. Prvu skupinu portreta čine portreti istaknutih osoba koji su uvijek sadržavali karakterističnost portretirane osobe i njegovo viđenje te osobe. Drugu skupinu čine portreti ljudi koje nije poznavao pa su rađeni puno hladnije, beživotnije, s dozom odbojnosti i tvrdoće, gotovo šablonizirano. Usprkos tome, s jednakom je pažnjom obrađivao površinu kose, lica, odjeće do najsitnijih detalja.

### Pokušaj stvaranja vlastitog stila
Na prijelazu stoljeća mijenja se Rendićev stil i počinje druga faza njegova stvaranja koja obuhvaća prva tri desetljeća 20. stoljeća. Ovu fazu karakterizira traganje za osobnim izrazom i uporaba nacionalnih elemenata proizašlih iz narodnog folklora i ostataka slavenske umjetnosti. Odbija suvremene zapadne utjecaje, ali ostaje vidljiva veza. U Rendićevom stilu prevladavao je oblik mjesečeve četvrti, motiv pojednostavljenog, stiliziranog cvijeta: ruže, ljiljana ili tulipana, motiv klasja žita te motiv koji je preuzeo iz narodnog nakita - naušnica s jagodom.  Utjecaj bečke secesije u Rendićevom stilu vidljiv je u nekoliko elemenata: odbacuje primjenu povijesnih stilova u arhitekturi, zanemaruje funkcionalne građevne principe, a slobodno oblikovana dekoracija postaje osnovnim elementom građevine ili spomenika.

## Umjetnička karijera
Rendić je radio u realističkom duhu, ali u njegovim djelima uočavamo i naturalizam. Nešto slabiji majstor bio je u kompoziciji, u poimanju širine i veličine oblika, ali odličan u uočavanju detalja i karakterne crte u čovjeku koju s lakoćom i jednostavnošću prenosi u glinu i kamen. Iako je djelovao u inozemstvu, ostao je dosljedan tadašnjem shvaćanju nacionalne kulture i umjetnosti, ali je bio slabo upoznat s tradicionalnim dalmatinskim kiparstvom.

### Portreti
U svojim potretima pokušavao je istaknuti one osobine koje najbolje opisuju portretiranu osobu, ovisno o spolu. Portret kontese Vranicany iz 1875. godine najbolji je njegov ženski portret. Dežmanov portret koji se odlikuje besprijekornom karakternom i fiziološkom obradom,  oblim kraćenjem ruku u ramenima i dekorativnim postamentom izrađuje 1873. godine.  Jedan od najboljih Rendićevih portreta je portret njegova prijatelja arheologa i povjesničara Šime Ljubića iz 1895. godine. Prve promjene u Rendićevom stvaralaštvu uočljive su u stilizaciji portreta, slobodnijem oblikovanju draperije radi postizanja cjelovitosti i idealizaciji. To je vidljivo na bistama Franje Josipa, te kod poprsja splitskog načelnika Bulata. Kod poprsja Eugena Kumičića uklanjanjem odjeće s torza i rezanjem ruku točno kod ramena Rendić postiže pravilnu kubičnu čistu formu, a pravi primjer potpune slobode oblikovanja je Starčevićev portret čiji gornji dio trupa pretvara u hrastov dub. Promjena je vidljiva i u oblikovanju alegorijskih figura. „Meditacija“ iz 1897. godine je kompozicija s naglašenom, stiliziranom draperijom koja sa sarkofagom na kojem sjedi čini harmoničnu cjelinu.

### Nadgrobni spomenici
Nadgrobni spomenici odlikuju se historijskim stilovima (od egipatskog do novovjekovnih) koji su bili kombinirani prema umjetnikovim sklonostima ili sklonostima naručitelja. Prevladava romanički stil izražen u elementima poput romaničkog luka, bifora, lezena. Nadgrobni spomenik Ivanu Perkovcu iz 1874. godine u Samoboru predstavlja Rendićevo najbolje djelo iz njegove ranije faze u koju unosi patriotizam. Čista i jednostavna kompozicija, stilizacija antičkog sarkofaga i idealizirani alegorijski lik „Domovine“ najvažnije su značajke tog spomenika. Nadgrobni spomenik Emanuela Pristera u Zagrebu koji nastaje 1897. godine označava prekretnicu u stilskom razvoju Rendićevih djela. Kompozicija obiluje neusklađenim motivima, a najkvalitetnije je izveden ženski lik „Meditacije“ sa sarkofagom na kojem sjedi. Nadgrobni spomenik Stevanu Ivankoviću u Trstu jedno od Rendićevih najljepših i najpoznatijih ostvarenja ovog tipa. Niša pod lukom ukrašena je biljnim ornamentima i mozaicima, dok na sarkofagu ispred niše sjedi djevojka u hercegovačkoj odjeći i plete vijenac. Još jedno od najpoznatijih Rendićevih djela je i mauzolej Gorup u Rijeci, a predstavlja jednu od najmonumentalnijih historicističkih grobnica u neoromaničkom stilu. Mauzolej krasi visoki reljef "Rastanak", realistički prikaz naručitelja Josipa Gorupa i njegovo osmero djece.

### Javni spomenici
Spomenici Andriji Kačiću Miošiću postavljeni u Makarskoj 1890. godine i u Zagrebu godinu dana kasnije realistički su izvedena djela. Obje su figure dimenzionirane i uravnotežene. Spomenik Petru Preradoviću iz 1895. godine najuspješnije je Rendićevo djelo. Krutost same izrade pojačava ukočen stav i grubu fizionomiju hrvatskog književnika. Postament je arhitektonski čist, pojednostavljen poput same skulpture. Rendić je izradio brojne portrete i drugih hrvatskih velikana poput Andrije Medulića, Julija Klovića, Krste I. Frankopana, Nikole Jurišića i Augusta Šenoe na zagrebačkom Zrinjevcu, koji se smatra najkvalitetnijim. Spomenik Ivanu Gunduliću i fontane u Dubrovniku te nerealizirani spomenik Nikole Tommasea u Šibeniku. Danas nam poznat samo po skicama figura, trebao je predstavljati njegovo najbolje ostvarenje.

### Arhitektura
U Rendićevoj arhitekturi nema potpune primjene stilova, već se sastoji od građevnih i dekorativnih elemenata pojedinih stilova. Izgradio je dva važna arhitektonska djela. Prvi je zvonik crkve u Ložišću 1886. godine, izrađen u romaničkom stilu odnosno slobodno komponiranim elementima romaničkog stila. Drugo djelo je Vila Jakić u Trstu sagrađena 1896. godine koja pripada Rendićevoj drugoj fazi, tzv. „jugoslavenskom stilu“. Vila je funkcionalna građevina s jednim krilom nad šetalištem i krovnom terasom. 

## Galerija radova
- August Šenoa na Zrinjevcu u Zagrebu
- Andrija Medulić na Zrinjevcu u Zagrebu
- Julije Klović na Zrinjevcu u Zagrebu
- Nikola Jurišić na Zrinjevcu u Zagrebu
- Ljudevit Gaj u Krapini
- Petar Preradović na Cvjetnom trgu u Zagrebu
- Andrija Kačić Miošić u Makarskoj
- Mihovil Pavlinović na groblju sv. Tekle u Podgori
- Ferdo Rusan na groblju sv. Andrije u Bjelovaru
- Alegorijska slika (po ideji Franje Markovića) Domovine koja kiti grob svoga pjesnika Petra Preradovića[1]

## Vanjske poveznice

### Sestrinski projekti
|  | Zajednički poslužitelj ima još gradiva o temi Ivan Rendić |

### Mrežna sjedišta
- Spomen zbirka Ivana Rendića
- [neaktivna poveznica]
- [neaktivna poveznica]
- Ukraden Rendićev kip vrijedan 100.000 eura, Jutarnji list, 15.09.2008.  Arhivirana inačica izvorne stranice od 6. ožujka 2016. (Wayback Machine)